# Pont Notre-Dame
Pour les articles homonymes, voir Pont Notre-Dame (homonymie).
Le pont Notre-Dame est un pont situé à Paris et traversant le grand bras de la Seine, relie le quai de Gesvres au quai de la Corse sur l'île de la Cité.
L'actuel pont, construit en 1853, lors des transformations haussmanniennes, mesure 105 m de longueur pour une largeur de 20 m, ses cinq arches initiales ayant été réduites à trois en 1912, dont une arche centrale métallique de 60 m.
Il occupe l'emplacement de l'un des tout premiers ponts de la capitale : le « Grand-Pont », remplacé par les « planches de Milbray », puis deux répliques du « pont Notre-Dame », l'une en bois, l'autre en pierre.

## Situation et accès
Ce site est desservi par les stations de métro Cité et Hôtel de Ville.
Il est situé au niveau de l'Hôtel-Dieu et du marché aux fleurs et aux oiseaux, qu'il relie à la rive droite. Dans l'axe du pont, au sud de la rue de la Cité, le Petit-Pont relie l'île à la rive gauche.

## Historique

### Le pont romain
C'est à son emplacement que se trouvait l'un des deux premiers ponts parisiens qui permettait dès l'Antiquité à l'axe du cardo maximus de franchir la Seine sur son grand bras, dans le prolongement du Petit-Pont.

### Le pont duXesiècle
En 886, le siège de Paris et les attaques normandes le condamnent, et il est remplacé par un pont de planches jeté sur les anciennes piles de bois auxquelles sont fixés des moulins à grains : on le nommait le « pont que l'on passe à planche », le « pont de la planche Mibray » ou les « planches de Mibray », qui tiendront jusqu'aux inondations de 1406.
Le toponyme « Mibray » provient vraisemblablement de la contraction de emmi le brai, signifiant « au milieu du marais », pour indiquer que l'on retirait ces planches de bois jusqu'au milieu du fleuve dans sa partie marécageuse, afin de protéger l'accès à l'île de la Cité,.

### Le pont de 1413-1421
Plusieurs historiens pensent que sa construction date de 1412; mais les frères Lazare pensent plutôt s'en rapporter à l'auteur du Journal de Paris, sous le roi Charles VI, qui s'explique ainsi :

« Ce dit jour (31 mai 1413), le pont de Planches-de-Mibray fut nommé le pont Notre-Dame, et le nomma le roi de France Charles, et frappa de la trie sur le premier pieu, et le duc de Guyenne son fils, après et le duc de Berry et de Bourgogne, et le sire de la Trémoille ; et c'étoit de dix-heures au matin. »

Ainsi le 30 mai 1413, Charles VI baptise le nouveau « pont de Notre-Dame », un solide ouvrage de bois reliant l'île de la Cité à la rue de la Planche-Mibray sur dix-sept rangées de piles.
Les prévôt des marchands et échevins obtinrent au mois de juillet 1414 des lettres du roi qui les autorisèrent à faire exécuter ce pont. Il ne fut achevé qu'en 1421.
La municipalité avait reçu l'autorisation de bâtir sur ce pont de 354 pieds de long par 90 de large sur lequel il sera construit 60 maisons : 30 de chaque côté du pont avec, à leur pied, de riches boutiques, dont plusieurs librairies et armureries qui faisaient la réputation du pont. Ces habitations se faisaient remarquer par leur hauteur et l'uniformité de leur construction. Plusieurs moulins sont aussi installés sur les piles. Les revenus que la Ville prélève sur les maisons ne sont cependant pas utilisés pour pourvoir à son entretien.

Le 25 octobre 1499, lors d'une crue de la Seine,, le pont Notre-Dame s'entrouvrit et les maisons s'écroulèrent avec un fracas horrible. Le poète Pierre Grognet indique de son côté une date légèrement différente : 

« Mil quatre cens quatre-vingtz dix et neuf, tomba le pont Notre-Dame de neuf. Ce cas advint en octobre treizième jour du matin viron l'heure neuvième »

.
Tenu pour responsable d'avoir négligé les avertissements sur l'état de délabrement du pont, le parlement manda bientôt à la barre le prévôt des marchands et les échevins et les fit emprisonner. Par arrêt du 5 janvier 1500, il destitua Jacques Piédefer, prévôt des marchands, Antoine Malingre, Louis du Harlay, Pierre Turquant et Bernard Ripault, échevins, les déclara « inhabile à tout office » (incapables d'exercer à l'avenir aucune fonction), et les condamna à de fortes amendes. Ils moururent tous en prison.

### Le pont de 1512
Le roi accorda un octroi spécial pour les frais de la reconstruction du pont, 6 deniers par livre à prendre pendant six ans aux entrées de Paris sur tout le bétail à pied fourché, sur le poisson et le sel, ceci afin d'aider à son financement,.
La première mesure qui est prise après l'effondrement du pont Notre-Dame a été de protéger le pont au Change. Les travaux de déblaiement de la Seine sont réalisés du 25 au 31 octobre 1499.
Le pont étant d'une grande importance économique pour la cité, il est rapidement décidé de le reconstruire. En 1499, il existe à l'hôtel de ville de Paris deux maîtres des œuvres, Colinet de la Chesnaye pour la maçonnerie, et Gauthier Hubert pour la charpente. Pour la reconstruction du pont, on leur a associé Jean de Doyac, Didier de Felin, Colin Biart, André de Saint-Martin et deux religieux, Jean d'Escullaint et Jean Joconde, fra Giovanni Giocondo. Jean Escullaint avait été chargé par la municipalité, le 5 mars 1499, de se rendre à Melun, Mantes et Vernon pour s'assurer que les pierres tirées des carrières étaient bonnes et bien « espouvées » en eau.
Le 24 février 1500, Colinet de la Chesnaye et Jean de Doyac sont commis à la superintendance du pont. Jean de Doyac est le premier personnage et il est toujours nommé le premier. Les appointements de Jean de Doyac sont de 400 livres et ceux de Colin de la Chesnaye de 200 livres. Le 3 mars, en l'une des chambres du Parlement, Didier de Felin, Colin Biart et André de Saint-Martin, tous trois maîtres des œuvres, sont nommés pour les travaux de reconstruction du pont. Le 12 mars 1500, différentes parties se réunissent : les voituriers d'eau, représentant les usagers du fleuve, et cinq maîtres maçons, Didier de Felin, Colin Biart, Guillaume Senault, André de Saint-Martin et Jehan Oreau. Il est décidé de reconstruire le pont en pierre de taille et de le faire avec six arches de six à sept mètres d'ouverture reposant sur cinq piles. Pour montrer le projet, les parties demandent à Gaultier de Campes de « faire une figure et pourtraict, ».
Le 11 juillet 1500, Jean Escullaint, Jean Joconde et Jean de Doyac siègent ensemble à une réunion. En septembre 1500, Jean de Doyac est arrêté et mis en prison pour un motif non précisé. Sa charge est donnée à plusieurs bourgeois de la ville, dont Marin Bureau et Jean Baudin. Le 25 novembre 1502, Jean Escullaint et Jean Joconde sont « comis au conterolle de la pierre et a soy donné garde sur la forme et figure de lediffice du pont Notre-Dame ». Le 20 juillet 1504, Jean Joconde qui a été plusieurs fois appelé à participer à des réunions au sein de la commission chargée de la direction des travaux et au cours desquelles on discute de la forme à donner au nouveau pont, prend part aux travaux. Il s'occupe alors du nivellement du pont avec le principal maître des œuvres, Jean de Felin.
Fra Giovanni Giocondo (Jean Joconde en français, Jucundus en latin) n'a pas été l'architecte du pont, mais a pris une grande part à sa construction. Il avait déjà restauré le Petit-Pont, avec le maître maçon Didier de Felin, frère de l'architecte de la tour Saint-Jacques et de l'église Saint-Aspais de Melun, Jean de Felin.
En attendant son achèvement, un bac fut établi malgré les obstacles que suscita l'abbé de Saint-Germain-des-Prés.
L'ouvrage, terminé en 1512, sera encore surplombé de demeures et de boutiques et deviendra vite un endroit commerçant très fréquenté et prestigieux : François Ier y fait son entrée triomphale dans Paris en 1515.
Soixante-dix maisons furent d'abord construites de l'un et de l'autre côtés de la route de ce pont. Par la suite, lorsqu'on eut établi des quais à son extrémité, on abattit les propriétés qui s'opposaient à la circulation de ces quais, de sorte qu'il ne resta plus que 61 maisons ; 30 d'un côté et 31 de l'autre. Ces maisons de 6 étages furent les premières dotées d'un numéro à Paris. En 1702, la rue du Pont-Notre-Dame, qui fait partie du quartier de la Cité, possède soixante maisons et dix lanternes.
On les a aussi ornées de grands termes d'hommes et de femmes et de portraits de rois et, aux quatre extrémités, on a placé des niches avec des statues royales,.
On a gravé sur une des arches ce distique de Sannazar, en l'honneur de l'architecte :
Jucundus geminum posuit tibi, Sequana, pontem ;

Hunc tu jure potes dicere Pontificem,.
Ce fut sur le pont Notre-Dame que l'infanterie ecclésiastique de la Ligue fut passée en revue par le légat le 3 juin 1590. Capucins, moines, cordeliers, jacobins, carmes, feuillants, etc., tous la robe retroussée, le capuchon bas, le casque en tête, la cuirasse sur le dos, l'épée au côté et le mousquet sur l'épaule, marchaient quatre à quatre ; le révérend évêque de Senlis à leur tête avec un esponton ; les curés de Saint-Jacques-la-Boucherie et de Saint-Côme faisaient les fonctions de sergents-majors. Quelques-uns de ces miliciens d'un nouveau genre, sans penser que leurs fusils étaient chargés à balle, voulurent saluer le légat, et tuèrent à côté de lui un de ses aumôniers.
Son Éminence épouvantée, s'écria : « Mes amis, le soleil de juin est trop chaud, il m'incommode. » Puis il leur donna sa bénédiction et s'en alla.
Il est cité sous le nom de « pont Notre Dame », dans un manuscrit de 1636.
En 1659, le pont est remis en état et redécoré pour honorer l'arrivée à Paris de la fille du roi d'Espagne Philippe IV, Marie-Thérèse d'Autriche, qui devient alors reine de France et de Navarre en épousant Louis XIV, conformément au traité des Pyrénées. Les boutiques sont alors presque toutes occupées par des marchands d'art : Watteau en fait une représentation dans son tableau L'Enseigne de Gersaint.
En 1769, le pont Notre-Dame est le plus ancien des ponts qui existent à Paris. Par lettres patentes du roi, on doit détruire les habitations devenues insalubres qui le surmontent :

« 22 avril 1769- Article 14e : les maisons construites sur le pont Notre-Dame seront démolies et supprimées, et lors de cette suppression, il sera pratiqué des parapets et trottoirs de largeur convenable, des deux côtés. »

Cette amélioration ne fut exécutée qu'en 1786. On adoucit la montée ; la route, beaucoup plus vaste, fut bordée ensuite de larges trottoirs. Ce pont est composé de 6 arches en plein cintre de 9,50 mètres à 17,30 mètres d'ouverture ; les piles ont 3,90 mètres d'épaisseur. La plinthe qui couronne le pont est soutenue par des modillons, et quoique la pierre de Paris ne soit pas généralement bonne, il faut qu'elle ait été bien choisie dans cette occasion, car on y remarque très peu de dégradations. La largeur d'une tête à l'autre est de 23,60 mètres.
Dans le cadre de la déchristianisation, le pont sera renommé « pont de la Raison » durant la Révolution française.
Sur ce pont, on voyait la pompe dite de Notre-Dame, bâtie en 1670 et reconstruite en 1708.

Le pont de 1512
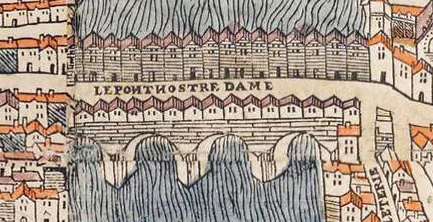
Le pont Notre-Dame vers 1550 sur le plan de Truschet et Hoyau.
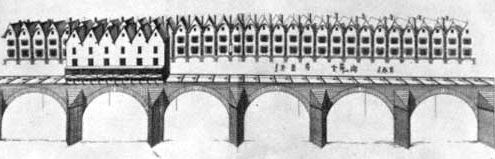
Le pont Notre-Dame en 1576, gravure de Jacques Androuet du Cerceau.
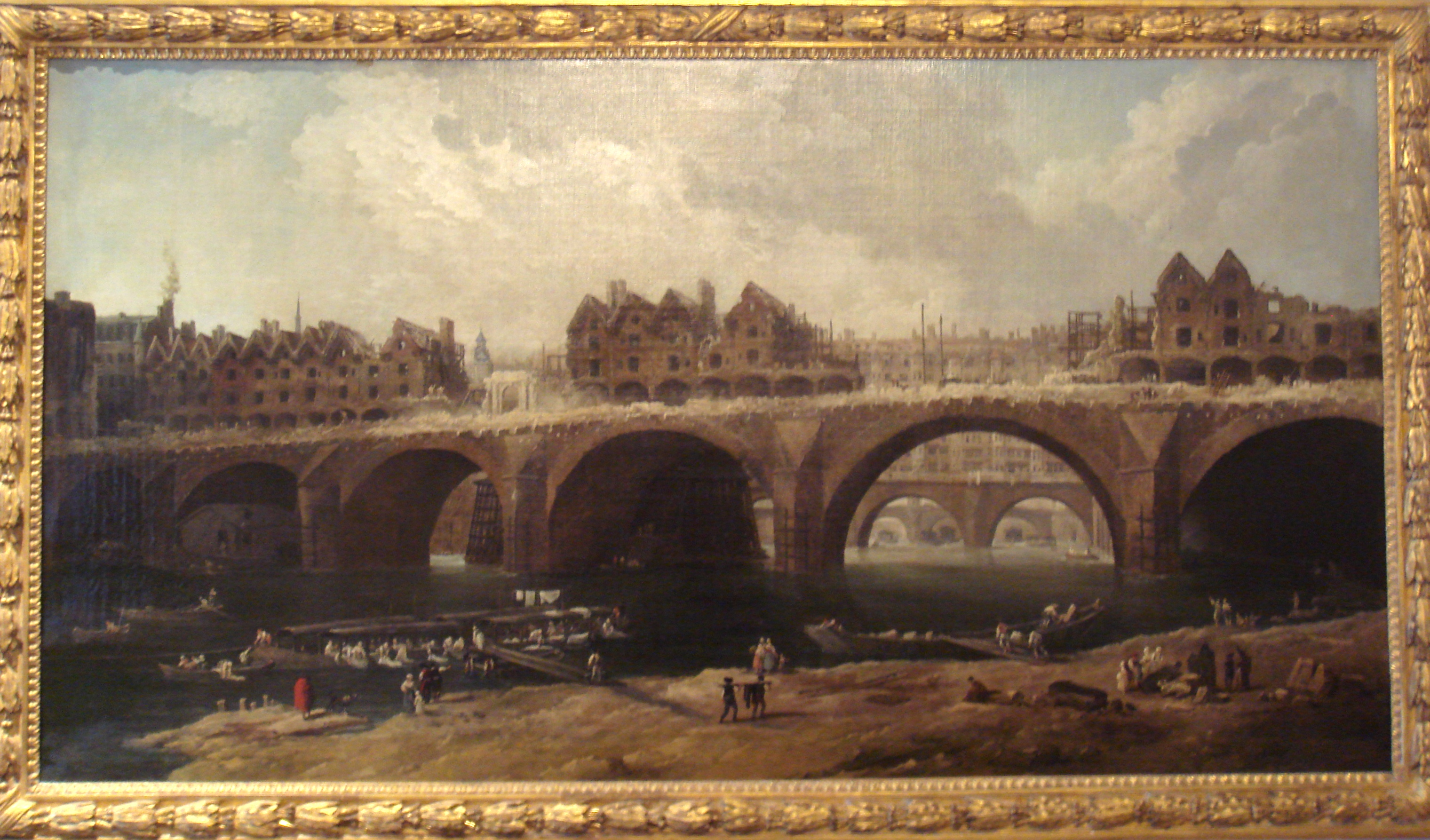
Hubert Robert Destruction des maisons sur le pont Notre-Dame en 1786.

### Le pont de 1853
Le pont qui lui succède en 1853 sur les mêmes fondations est construit en maçonnerie d'après les projets de Lagalisserie et Darcel, dans la lignée des transformations haussmanniennes et à la suite de la décision d'abaisser le niveau de la rue Saint-Martin. Il n'a que cinq arches de 17 m à 19 m d'ouverture, son tablier est abaissé de 2,7 m. À la suite de nombreux accidents fluviaux qui y ont lieu (pas moins de 35 entre 1891 et 1910), il est surnommé « pont du Diable ».

Le pont de 1853
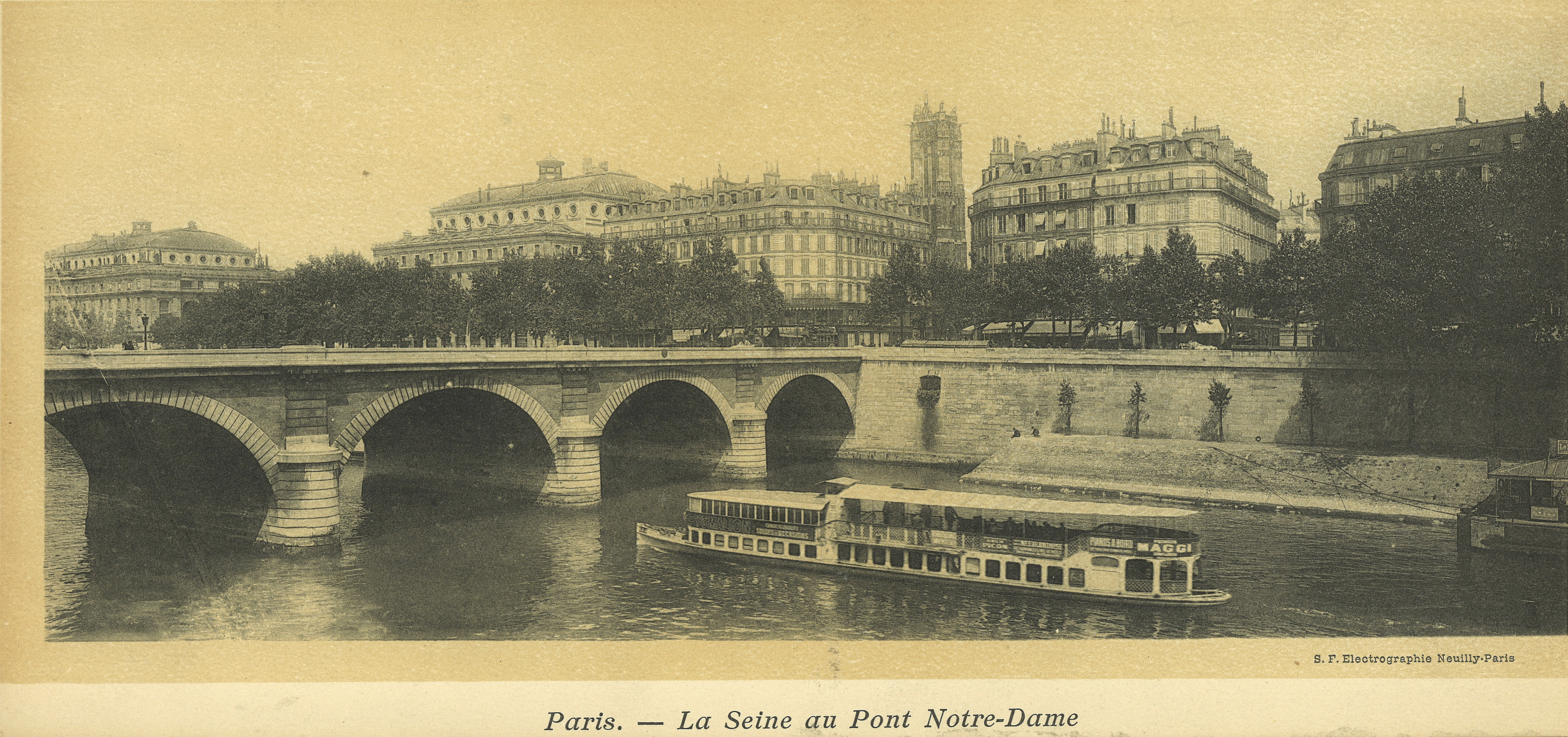
Le pont Notre-Dame vers 1900.
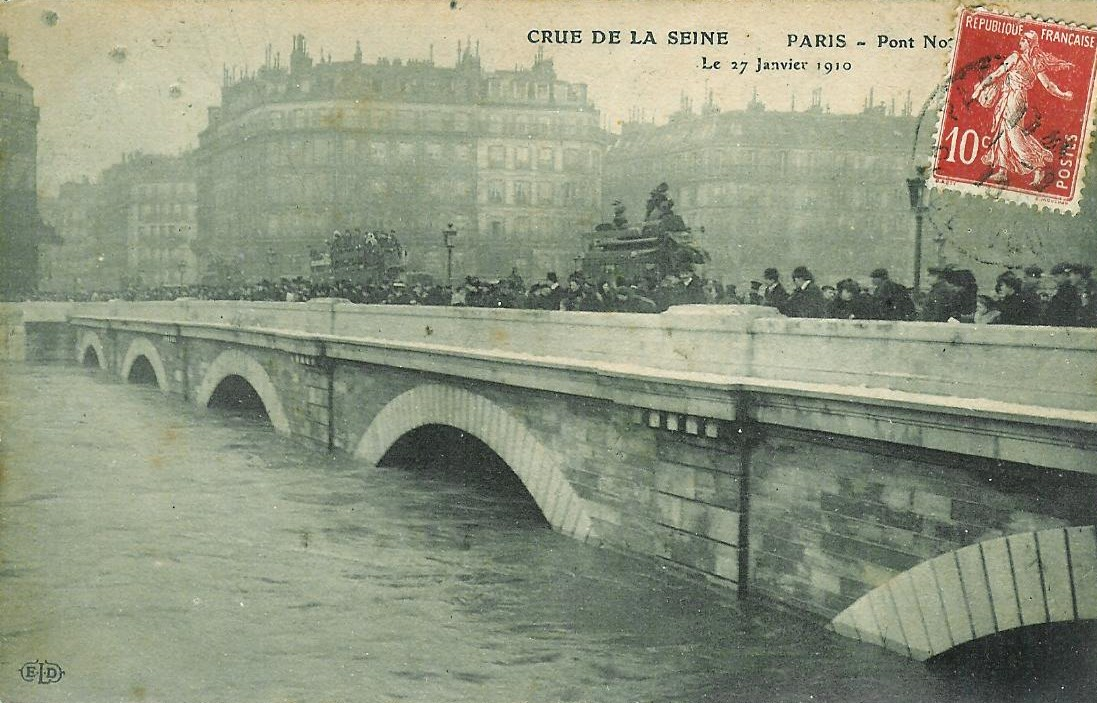
Le pont de 1853 durant la crue de la Seine de 1910.

### Le pont actuel de 1919
Par souci d'économie, le pont de 1852 avait conservé les fondations des cinq piles du pont construit en 1500. Toutefois le dessin des nouvelles piles ne s'accordait pas avec la direction du courant à cet endroit, ce qui provoquait de nombreux accidents de navigation. Pour remédier au problème, le service des ponts de Paris a donc décidé de reconstruire le pont. Deux solutions s'offraient aux ingénieurs :
- démolir tout le pont et reconstruire avec une arche unique de 88 mètres d'ouverture,
- démolir les trois arches centrales et reconstruire avec une arche de 60 mètres d'ouverture.

L'étude économique a montré que la seconde solution était la plus intéressante. Par ailleurs, la solution du franchissement avec une arche unique n'apportait rien vis-à-vis de l'écoulement des eaux. Les arches de rive ont été élargies et les piles de rive ont été consolidées pour reprendre des poussées des voûtes plus importantes.
Ce nouvel ouvrage, conçu par Jean Résal, déjà concepteur du pont Mirabeau et du pont Alexandre-III, a été réalisé par l'entreprise Daydé & Pillé sous la direction de M. Drogue, ingénieur en chef des ponts et chaussées, et de M. Aron, ingénieur des ponts et chaussées. La décoration de l'ouvrage a été étudiée par l'architecte M. Binet, et après son décès, par M. Leguen. Pour permettre la continuité de la circulation des piétons et des tramways, la démolition du tablier et sa reconstruction ont été faites en deux périodes.
Le pont a été inauguré en 1919 par Raymond Poincaré, président de la République.

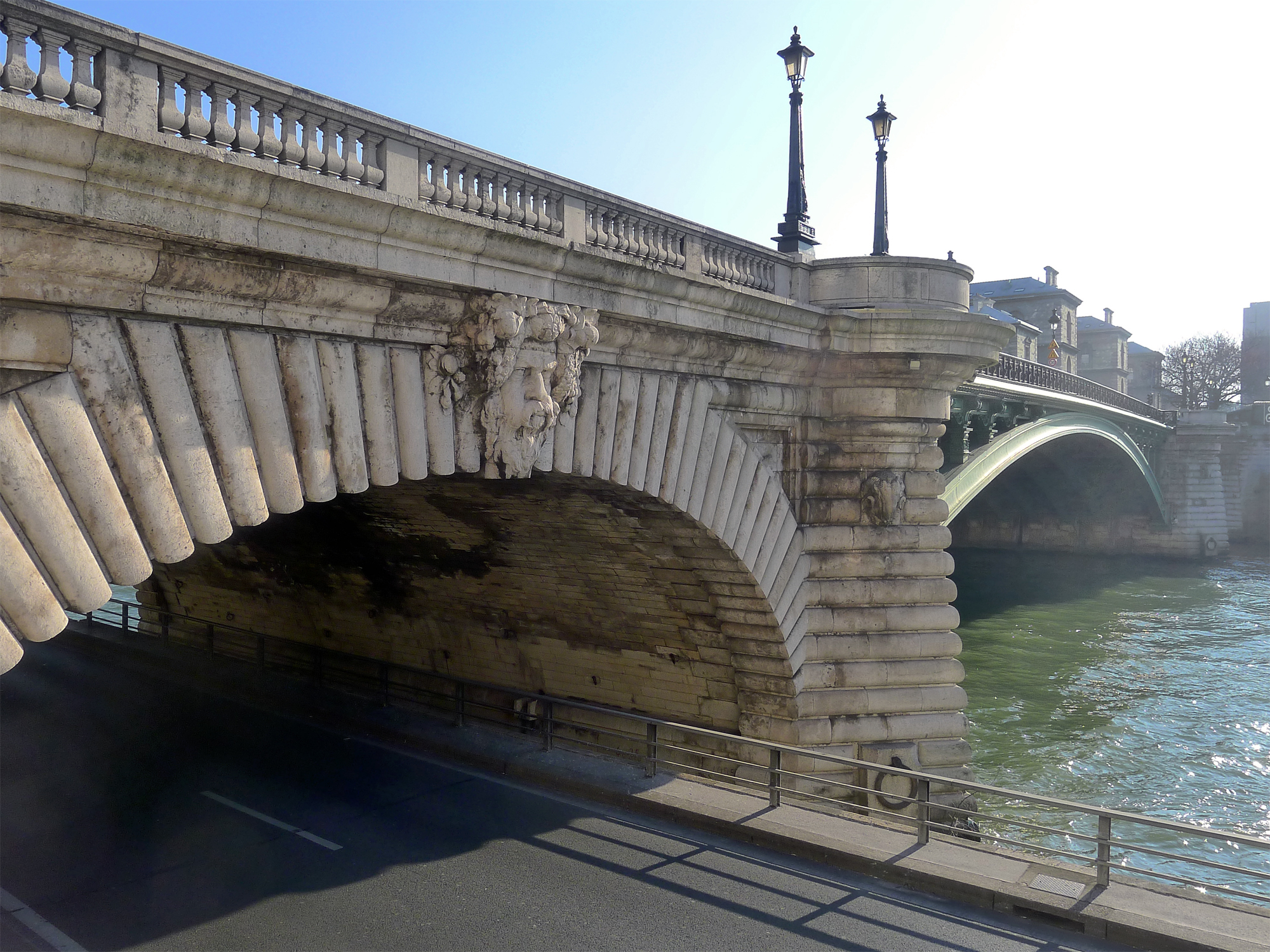
Détail.
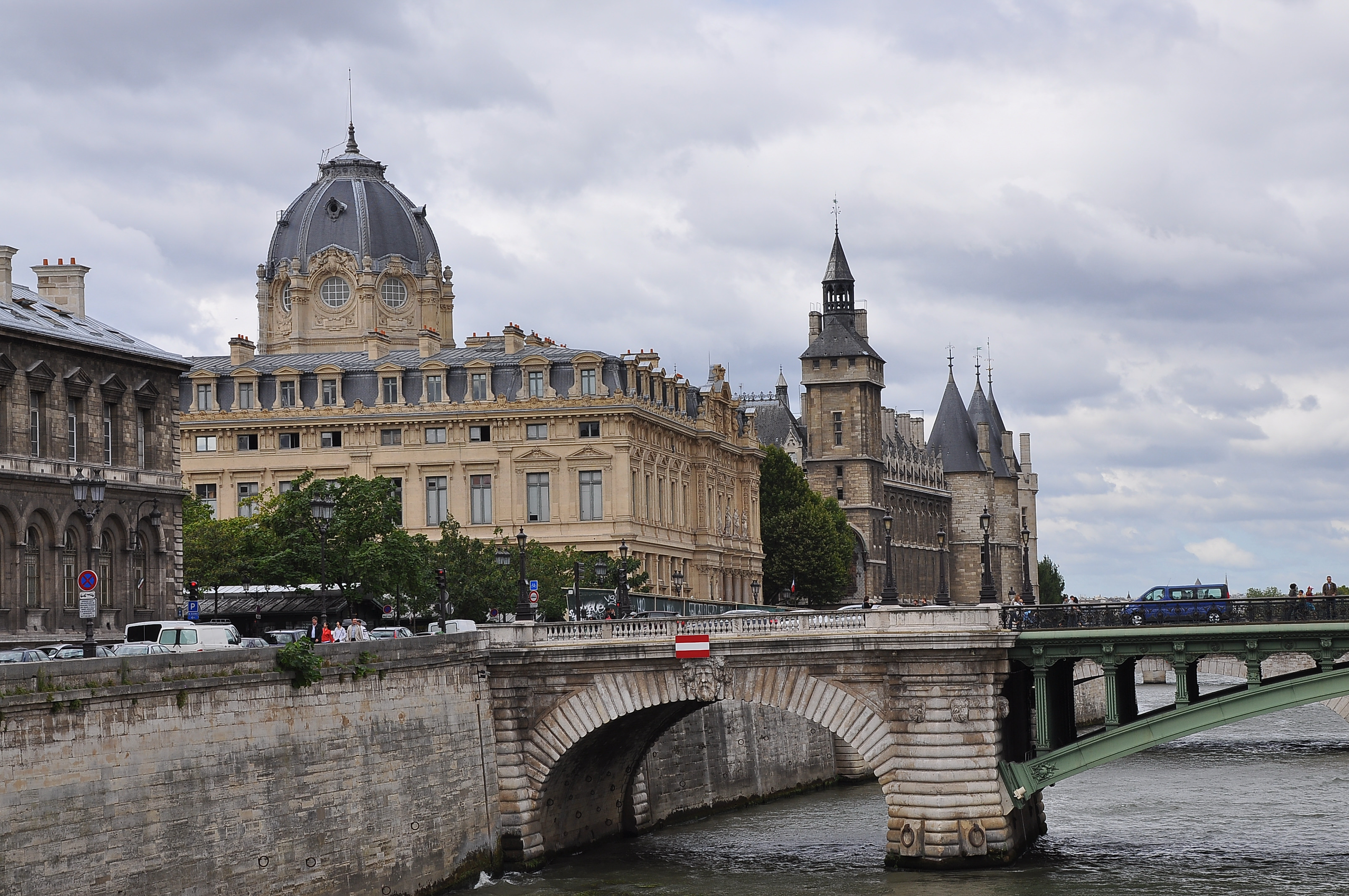
Pont avec le tribunal de commerce et la Conciergerie.
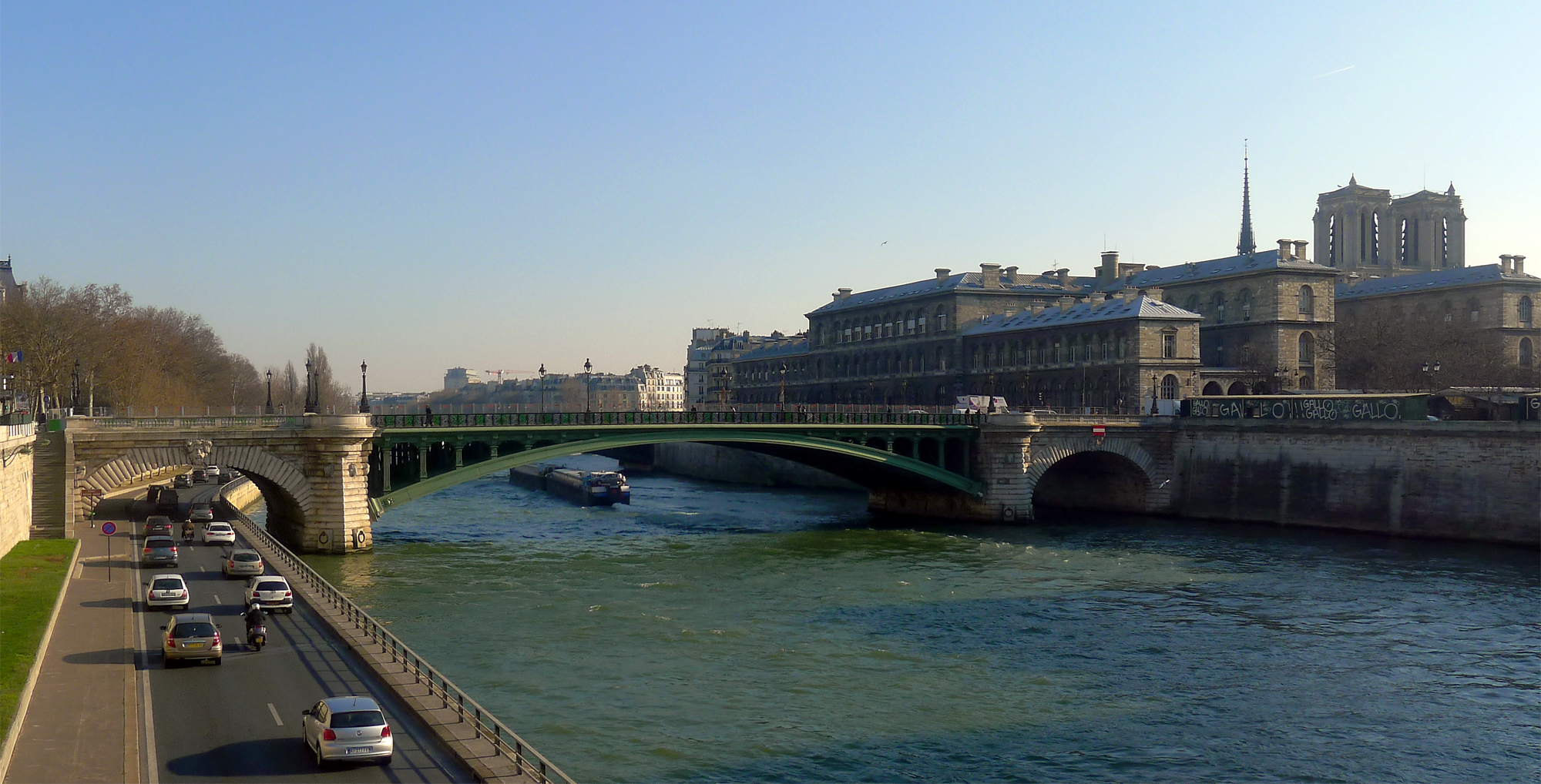
Pont avec l'Hôtel-Dieu et Notre-Dame.
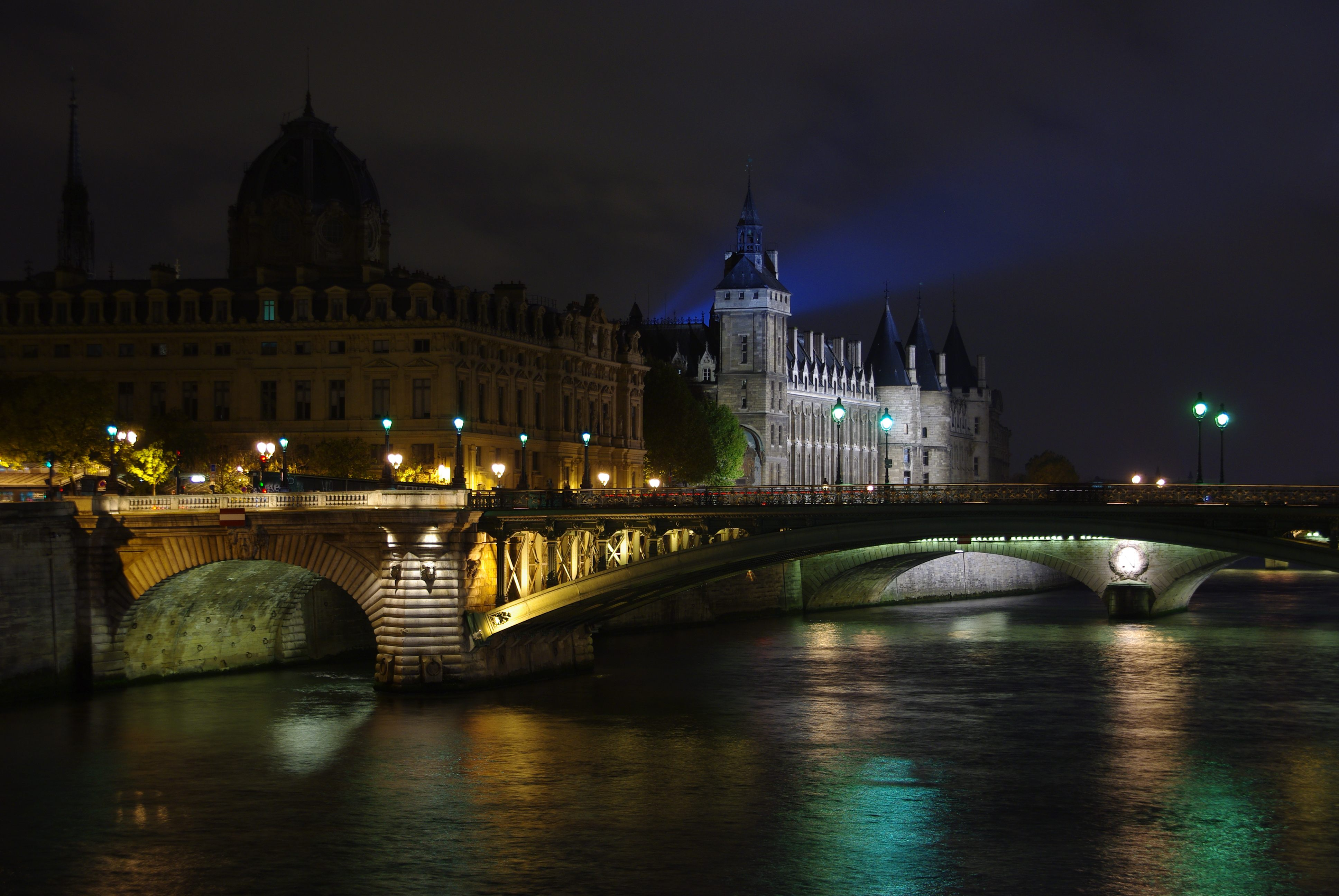
Pont la nuit.
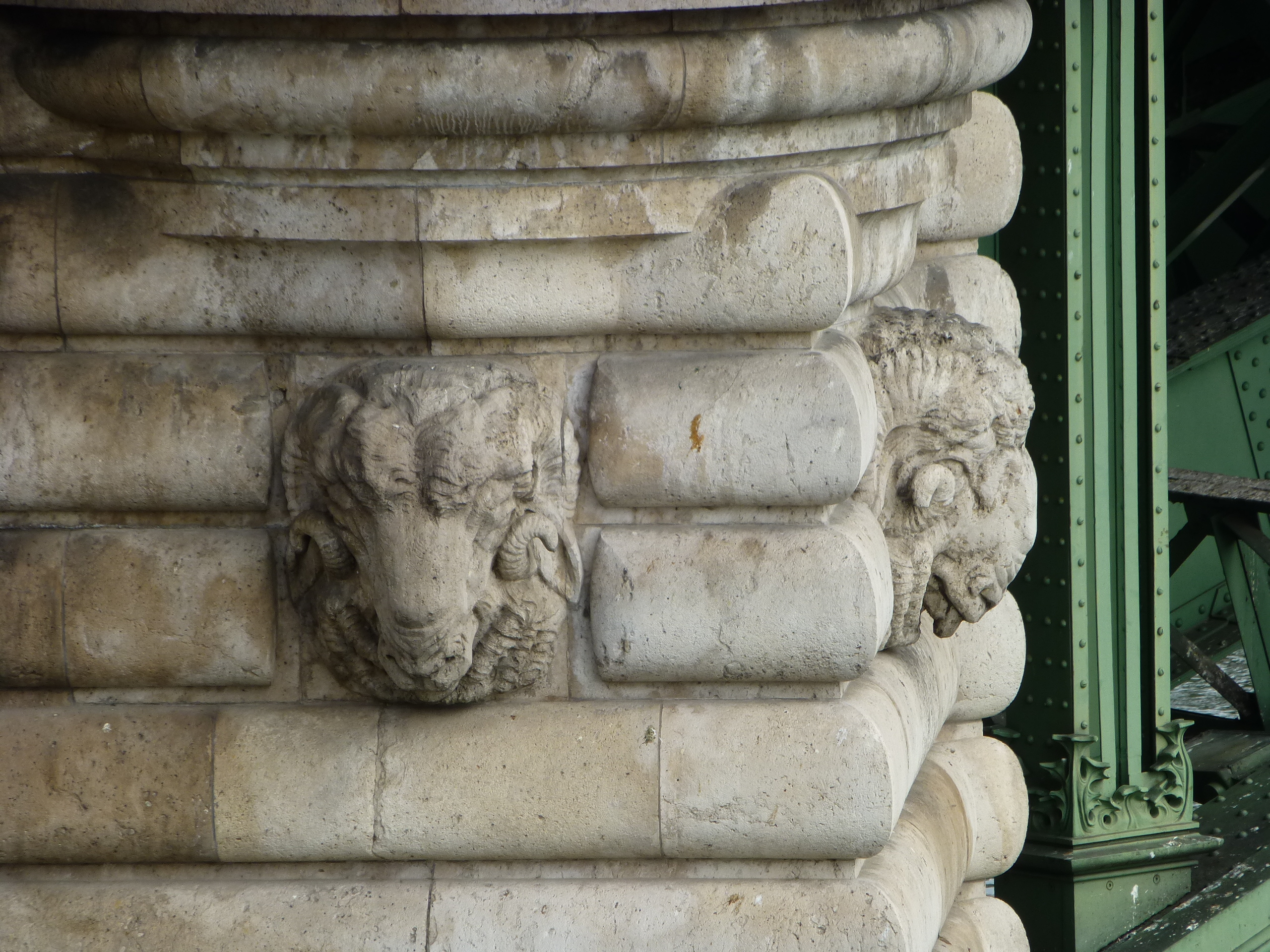
Têtes de bélier.

### La pompe Notre-Dame

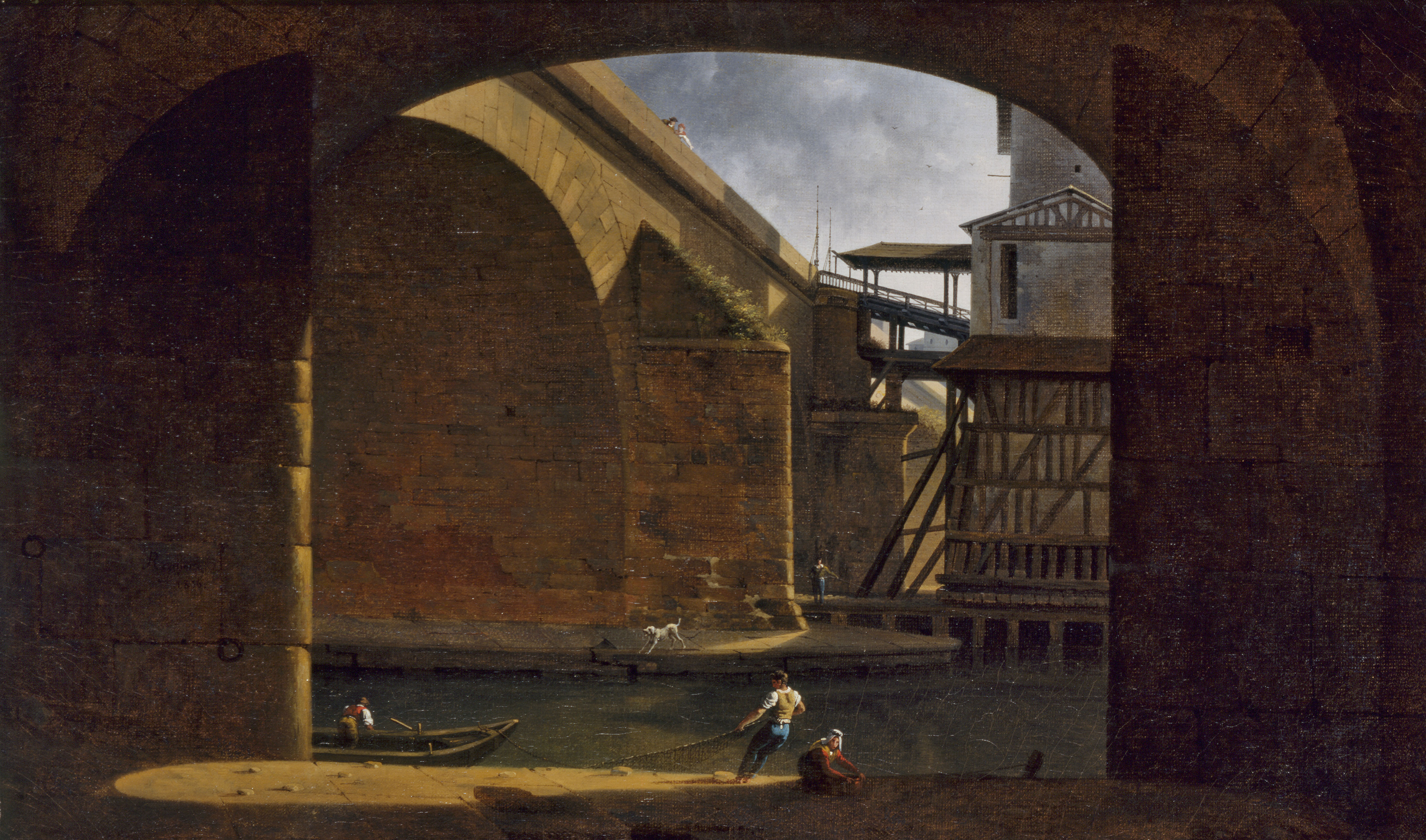
Auguste Régnier, La Pompe en 1815, musée Carnavalet.

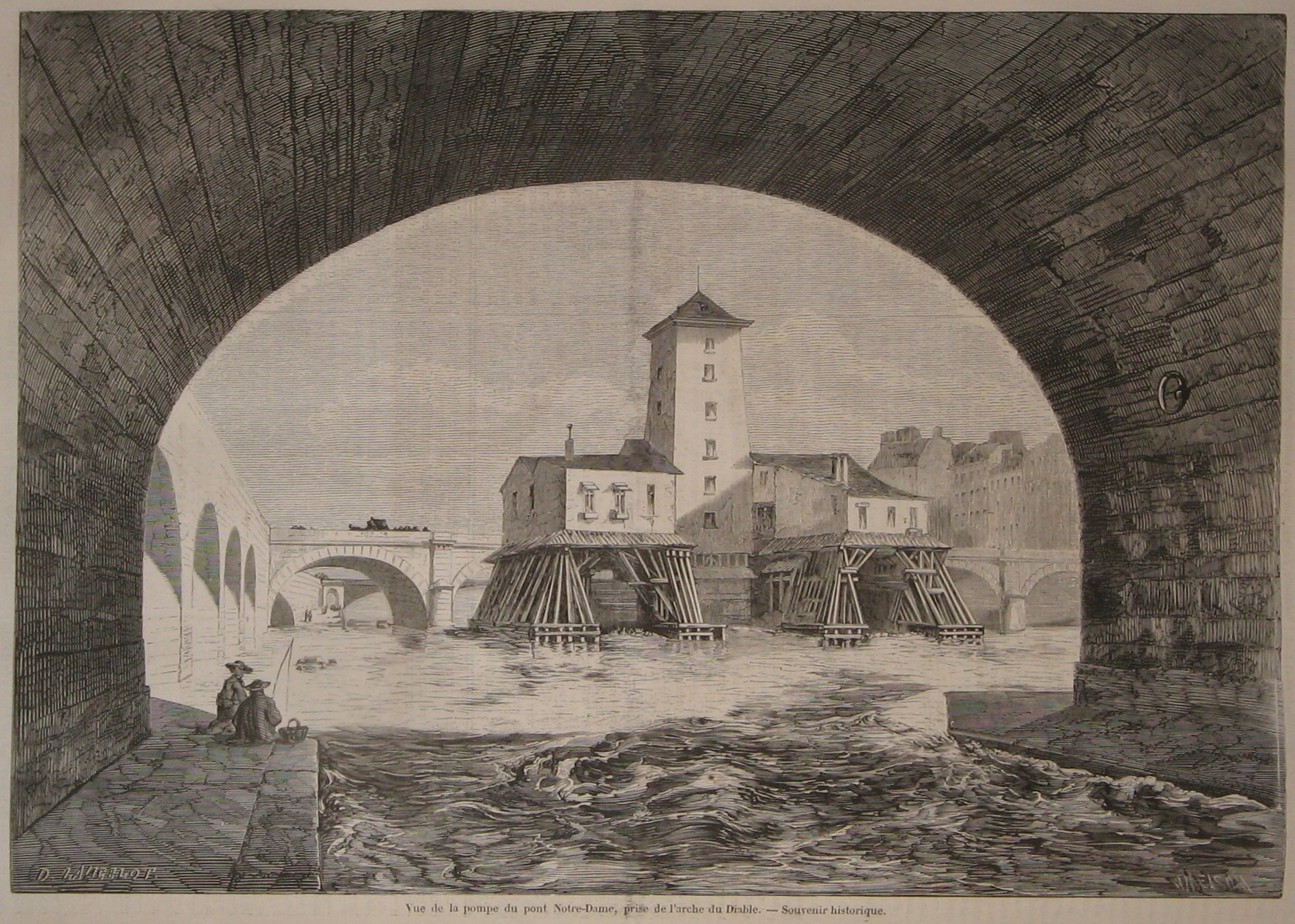
La pompe en 1857.

Henri Alexandre Saffrey, La Pompe du pont Notre-Dame, eau-forte, pour Paris à l'eau-forte (1875).

Paris a toujours manqué d'eau dans le passé. En 1670, Daniel Jolly, directeur de la pompe de la Samaritaine, proposa au corps municipal d’établir, près du pont Notre-Dame, un appareil semblable à celui dont l’administration lui était confiée, lui offrant d’élever, au prix de 20 000 livres, 30 à 40 pouces d’eau de la Seine à 80 pieds au-dessus du niveau de ce fleuve, soit environ 400 litres par minute. Sa proposition fut acceptée par arrêté du 26 avril 1671. On transforma alors les deux moulins à blé qui avaient été établis au début du XVIe siècle sous les troisième et quatrième arches du pont.
Un projet analogue fut soumis à la même époque au conseil par Jacques de Manse qui proposait, pour une somme de 40 000 livres d'élever 55 pouces d’eau au moyen d’une nouvelle machine hydraulique. Ses offres furent accueillies avec la même faveur.
Les deux se mirent à l’œuvre simultanément. Le résultat de leur travail fut de livrer à la consommation parisienne un volume supplémentaire de 80 pouces d’eau. Un nouveau réseau de conduites assurait la distribution de ces eaux vers des fontaines en création. Les pompes, actionnées par deux roues à aubes, étaient placées sur un échafaudage et furent renfermées dans un pavillon dont la porte d'ordre ionique, dessinée par Pierre Bullet, attira surtout les regards des artistes et des lettrés. Cette porte, ornée de deux bas-reliefs, chef-d’œuvre de Jean Goujon, et débris d’un édifice antérieur, portait au-dessous d’un médaillon de Louis XV une inscription en vers latins du poète Santeul. Elle fut traduite en vers français par Pierre Corneille.

« Que le dieu de la Seine a d'amour pour Paris !

Dès qu'il peut en baiser les rivages chéris,

De ses flots suspendus la descente plus douce

Laisse douter aux yeux s'il avance ou rebrousse :

Lui-même à son canal il dérobe ses eaux,

Qu'il y fait rejaillir par de secrètes veines,

Et le plaisir qu'il prend à voir des lieux si beaux,

De grand fleuve qu'il est, le transforme en fontaines. »

— Pierre Corneille
Ces pompes furent réparées à différentes époques et notamment en 1678, 1708 et 1795, avec un succès chaque fois mitigé, l'eau ne cessant de manquer dans Paris. La première pompe cessa de fonctionner en 1786. La seconde pompe continua, en application d'un décret impérial du 2 mai 1806, d'alimenter vingt-neuf fontaines :
- la fontaine Maubuée ;
- la fontaine Sainte-Avoie ;
- la fontaine Saint-Leu ;
- la fontaine Grenetat ;
- la fontaine Saint-Denis ;
- la fontaine Saint-Martin ;
- la fontaine Saint-Côme ;
- la fontaine Saint-Séverin ;
- la fontaine Saint-Benoît ;
- la fontaine Sainte-Anne ;
- la fontaine de la place Maubert ;
- la fontaine de la rue des Fossés-Saint-Bernard ;
- la fontaine Saint-Victor ;
- la fontaine du marché Saint-Jean ;
- la fontaine des Blancs-Manteaux ;
- la fontaine des Haudriettes ;
- la fontaine du marché Saint-Martin ;
- la fontaine du Temple ;
- la fontaine de l'Echaudé ;
- la fontaine des Enfants-Rouges ;
- la fontaine Boucherat ;
- la fontaine Sainte-Catherine ;
- la fontaine Saint-Louis ;
- la fontaine des Tournelles ;
- la fontaine Trogneux ;
- la fontaine Bas-Froid ;
- la fontaine du marché Lenoir ;
- la fontaine de la Petite-Halle ;
- la fontaine du Ponceau.

Arrêtée en 1858, elle fut démolie en 1861.

## Dans les arts

### Peinture
- En 1720, Antoine Watteau réalise le tableau L'Enseigne de Gersaint pour son ami marchand de tableau Edmé-François Gersaint, installé sur le pont Notre-Dame.
- C'est en 1756, alors que le pont est en pleine apogée commerçante, que Nicolas Raguenet réalise son tableau La Joute de mariniers entre le pont Notre-Dame et le Pont-au-Change, grâce auquel on prend conscience des imposantes bâtisses qui occupaient le pont.
- En 1856, le peintre Charles Meryon réalise son tableau L'Arche du pont Notre-Dame.

| L'Enseigne de Gersaint Antoine Watteau | La Joute des mariniers Nicolas Raguenet | L'Arche du pont Notre-Dame Charles Meryon |
|                                        |                                         |                                           |

### Littérature
- Dans Les Misérables de Victor Hugo, l'inspecteur Javert se suicide en sautant de ce pont ; description précise des remous de la Seine à cet endroit (in 5e partie « Jean Valjean », livre 4, chapitre 1 : « Javert déraillé »).